# المعهد الوطني للتراث
المعهد الوطني للتراث هو مؤسسة عمومية تونسية ذات صبغة إدارية تعنى بالبحث حول التراث الأثري وصيانته لمختلف الحقب التاريخية التي مرت بها البلاد التونسية. وهو تحت إشراف وزارة الثقافة ويوجد مقره بتونس العاصمة، إذ أنه يحتل أحد القصور القديمة المسمى بدار حسين.

## تاريخه
تعود البدايات الأولى للاهتمام بالتراث الأثري بالبلاد التونسية إلى عام 1885 مع بعث مصلحة الآثار والفنون، التي تحولت إلى إدارة الآثار ثم أصبحت المعهد الوطني للآثار والفنون عام 1957، وإتخذ إسمه الحالي عام 1993.
تولى إدارته الدكتور محمد حسين فنطر فيما بين عامي 1982 و1987.

## معرض صور

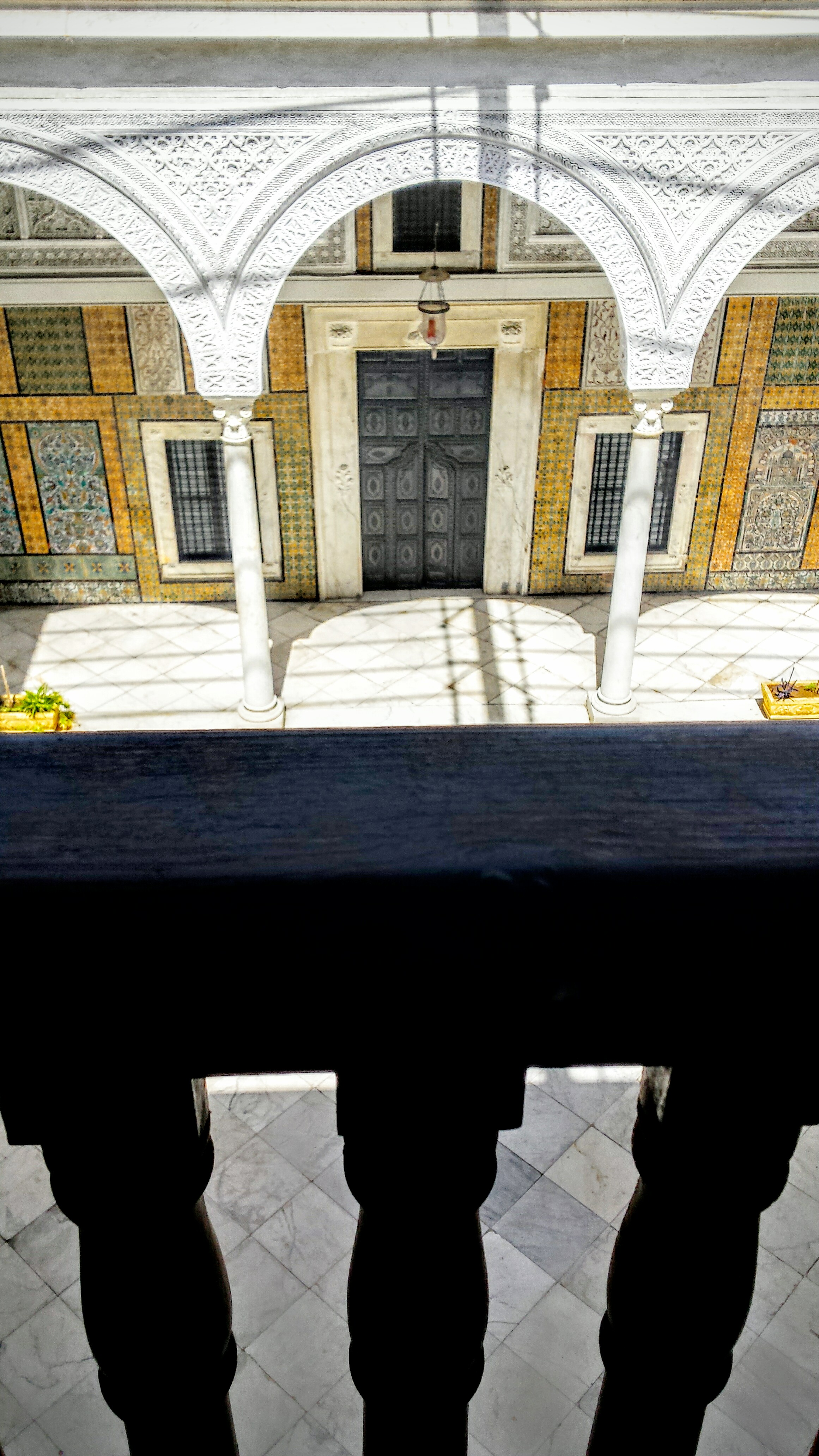
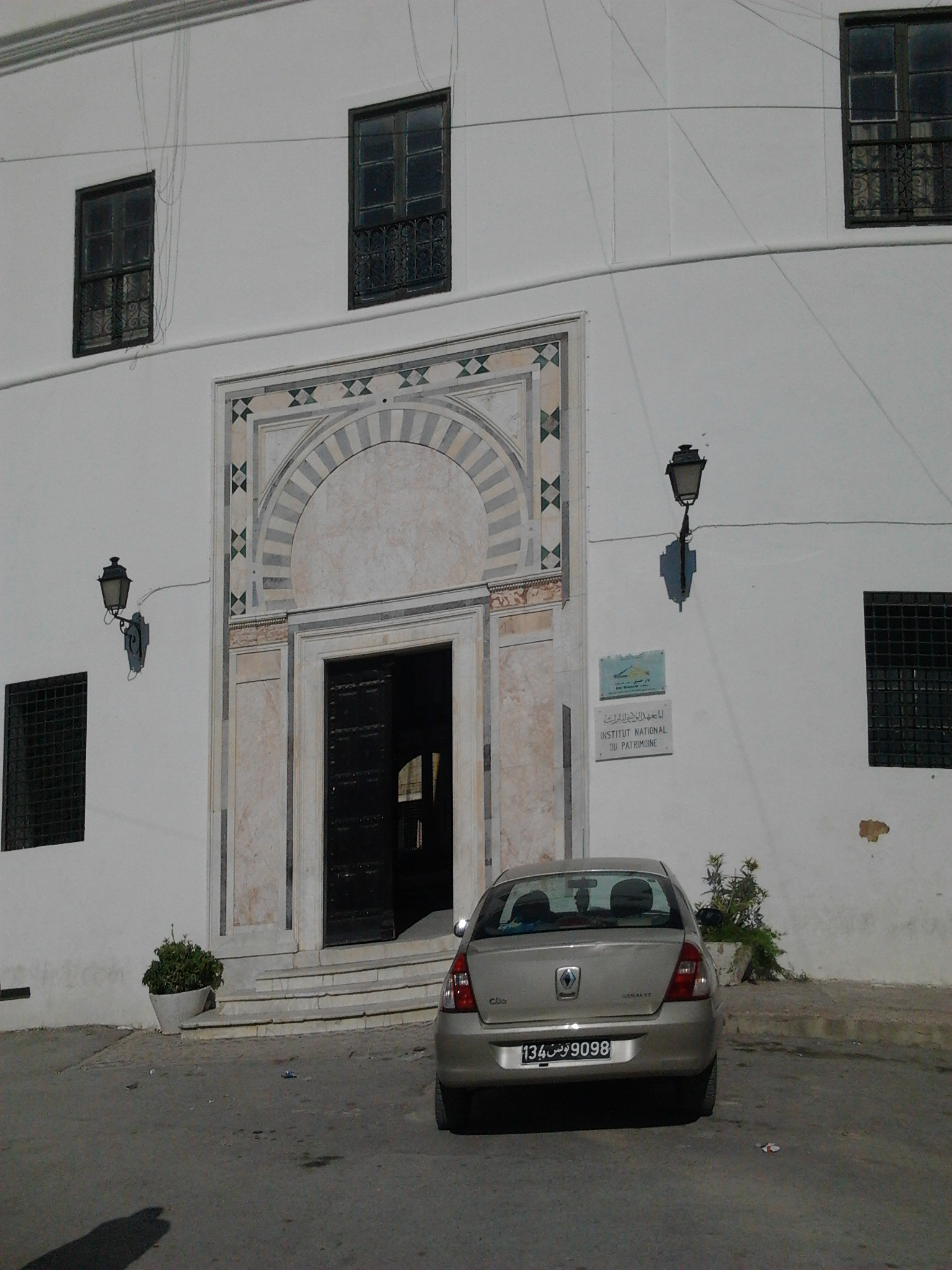
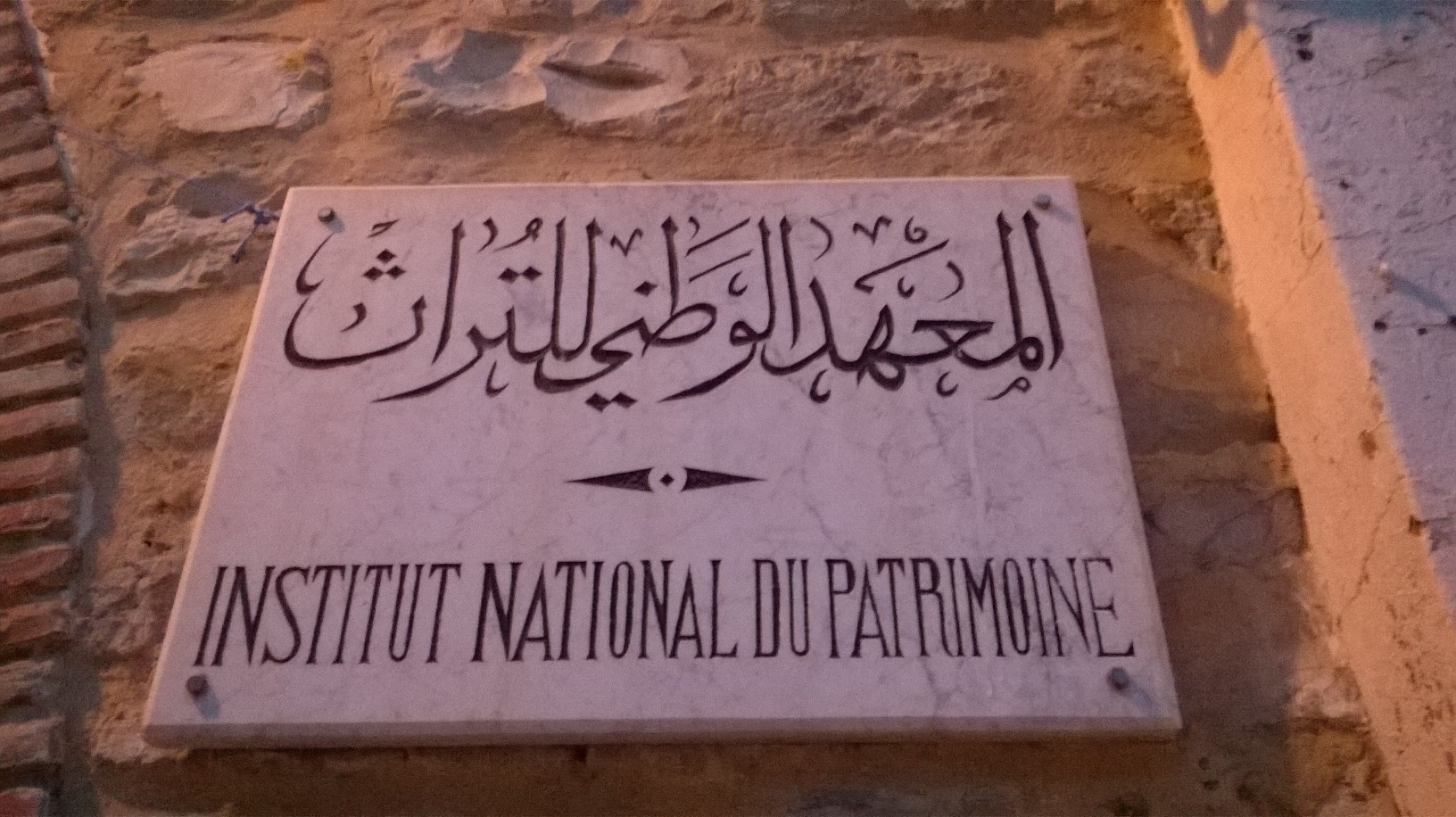
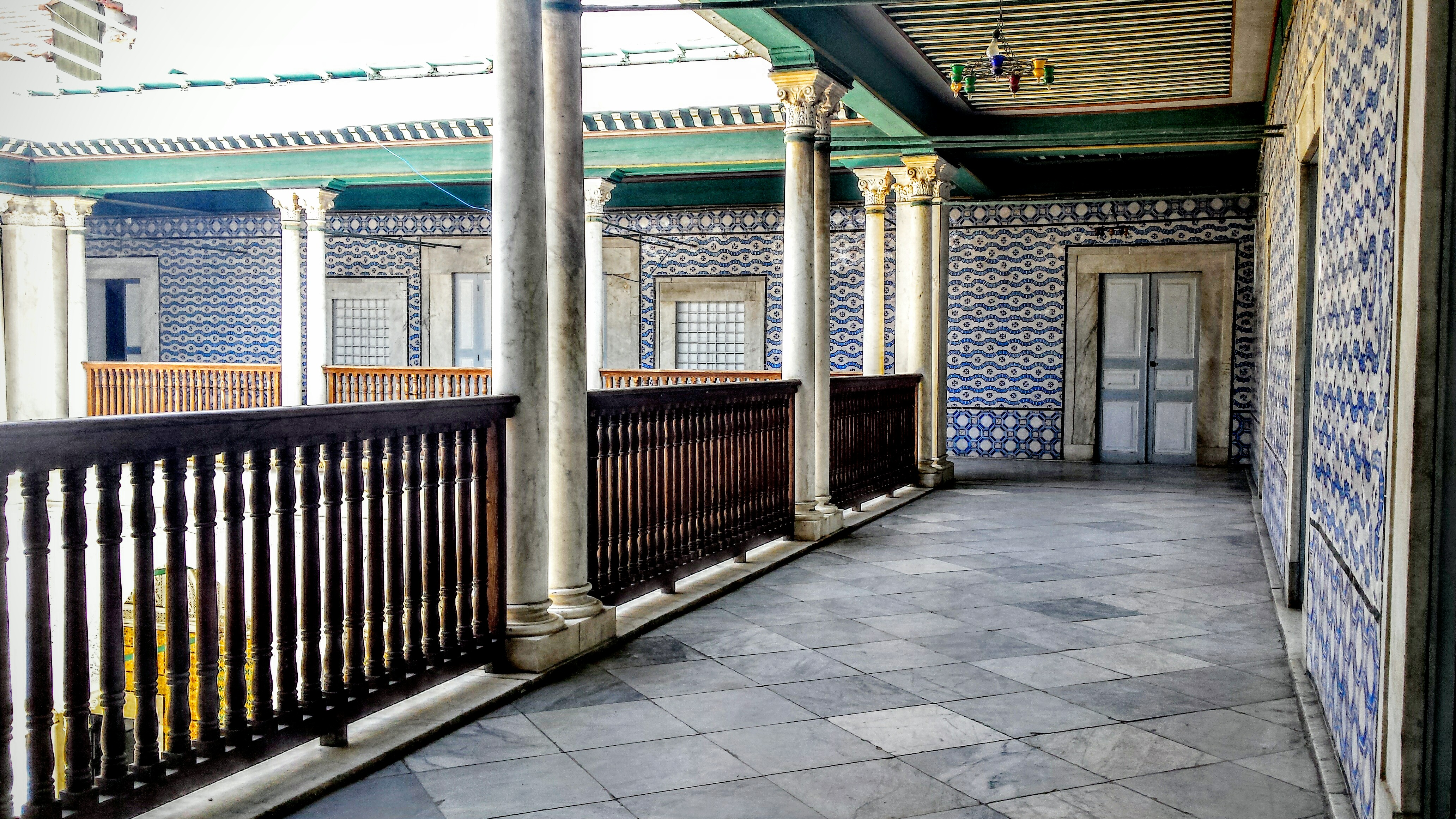

## مقالات ذات صلة
- قائمة المعالم الأثرية المصنفة في تونس

## روابط خارجية
- الموقع الرسمي.